# Teri Ann Linn

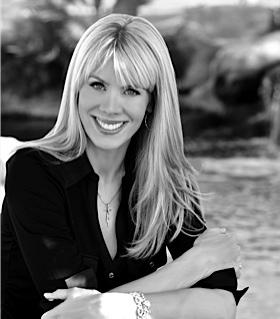
Teri Ann Linn

Teri Ann Linn (Honolulu, 7 aprile 1961) è un'attrice e cantante statunitense.

## Biografia
Nel 1980 vinse il titolo di Miss Hawaii e l'anno seguente fu tra le finaliste del concorso Miss USA, vinto da Kim Seelbrede. Dopo aver preso parte a numerose serie tv, dal 1987 al 1994 interpreta il ruolo di Kristen Forrester nella soap opera Beautiful . È inoltre comparsa in altre serie TV come Magnum, P.I., Flamingo Road, Dallas e T.J. Hooker. Nel 1999 ha interpretato il ruolo di Giulia Colombo al fianco di Ezio Greggio in Anni '60, miniserie diretta da Carlo Vanzina. Il suo CD Teri ha ricevuto commenti favorevoli dalla stampa di settore.